# أليكس فاليرا
أليكس إدواردو فاليرا ساندوفال (بالإسبانية: Alex Eduardo Valera Sandoval)‏ (مواليد 16 مايو 1996) هو لاعب كرة قدم دولي بيروفي، لعب سابقاً لنادي الفتح السعودي كلاعب مهاجم.

## وصلات خارجية
- أليكس فاليرا على موقع قاعدة بيانات كرة القدم.إي يو (الإنجليزية)
- أليكس فاليرا على موقع ناشيونال فوتبول تيمز (الإنجليزية)
- أليكس فاليرا على موقع Soccerway.com (الإنجليزية)
- أليكس فاليرا على موقع عالم كرة القدم.نت (الإنجليزية)

لم يتم العثور على روابط لمواقع التواصل الاجتماعي.